# Coenosia planifrons
Coenosia planifrons är en tvåvingeart som beskrevs av Stein 1913. Coenosia planifrons ingår i släktet Coenosia och familjen husflugor. Inga underarter finns listade i Catalogue of Life.